# Olympische Winterspiele 1998/Teilnehmer (Frankreich)
| Gelbes Symbol für Goldmedaillen mit stilisierten Olympischen Ringen | Graues Symbol für Silbermedaillen mit stilisierten Olympischen Ringen | Braundes Symbol für Bronzemedaillen mit stilisierten Olympischen Ringen |
| ------------------------------------------------------------------- | --------------------------------------------------------------------- | ----------------------------------------------------------------------- |
| 2                                                                   | 1                                                                     | 5                                                                       |

Frankreich nahm an den Olympischen Winterspielen 1998 im japanischen Nagano mit 106 Athleten teil, 75 Männer und 31 Frauen, teil.
Seit 1924 war es die achtzehnte Teilnahme Frankreichs bei Olympischen Winterspielen.

## Flaggenträger
Der Eiskunstläufer Philippe Candeloro trug die Tricolore, die Flagge Frankreichs, während der Eröffnungsfeier im Olympiastadion.

## Medaillen
Mit zwei gewonnenen Gold-, einer Silber- und fünf Bronzemedaillen belegte das französische Team Platz 13 im Medaillenspiegel.

### Gold
- Ski Alpin
  - Jean-Luc Crétier: Männer, Abfahrt
- Snowboard
  - Karine Ruby: Frauen, Riesenslalom

### Silber
- Freestyle-Skiing
  - Sébastien Foucras: Springen

### Bronze
- Viererbob
  - Bruno Mingeon, Emanuel Hostache, Éric Le Chanony und Max Robert: Viererbob
- Eiskunstlauf
  - Philippe Candeloro: Herren, Einzel
  - Marina Anissina und Gwendal Peizerat: Paare, Eistanz
- Ski Alpin
  - Florence Masnada: Frauen, Abfahrt
- Ski Nordisch
  - Sylvain Guillaume, Nicolas Bal, Ludovic Roux und Fabrice Guy: Mannschaft, Nordische Kombination

## Teilnehmer nach Sportarten

### Biathlon
- Patrice Bailly-Salins
4 × 7,5 km Staffel: 7. Platz
- Florence Baverel-Robert
7,5 km Sprint: 43. Platz
15 km Einzel: 63. Platz
4 × 7,5 km Staffel: 8. Platz
- Anne Briand-Bouthiaux
7,5 km Sprint: 54. Platz
15 km Einzel: 20. Platz
- Emmanuelle Claret
7,5 km Sprint: 14. Platz
4 × 7,5 km Staffel: 8. Platz
- Thierry Dusserre
10 km Sprint: 50. Platz
20 km Einzel: 46. Platz
4 × 7,5 km Staffel: 7. Platz
- Christelle Gros
15 km Einzel: 59. Platz
4 × 7,5 km Staffel: 8. Platz
- Andreas Heymann
10 km Sprint: 69. Platz
20 km Einzel: 57. Platz
4 × 7,5 km Staffel: 7. Platz
- Corinne Niogret
7,5 km Sprint: 25. Platz
15 km Einzel: 16. Platz
4 × 7,5 km Staffel: 8. Platz
- Raphaël Poirée
10 km Sprint: DNF
20 km Einzel: 22. Platz
4 × 7,5 km Staffel: 7. Platz
- Julien Robert
10 km Sprint: 67. Platz
20 km Einzel: 40. Platz

### Bob

#### Zweierbob
- Emmanuel Hostache
- Bruno Mingeon
9. Platz

- Éric Alard
- Éric Le Chanony
13. Platz

#### Viererbob
- Emmanuel Hostache
- Éric Le Chanony
- Bruno Mingeon
- Max Robert
Bronzemedaille

### Eishockey
Herren, 11. Platz:
- Richard Aimonetto
- Pierre Allard
- Stéphane Barin
- Philippe Bozon
- Arnaud Briand
- Karl DeWolf
- Serge Djelloul
- Roger Dubé
- Grégory Dubois
- Jean-Christophe Filippin
- Laurent Gras
- François Gravel
- Cristobal Huet
- Jean-Philippe Lemoine
- Anthony Mortas
- Robert Ouellet
- Denis Perez
- Serge Poudrier
- Christian Pouget
- François Rozenthal
- Maurice Rozenthal
- Jonathan Zwikel

### Eiskunstlauf
- Sarah Abitbol/Stéphane Bernadis
Paartanz: 6. Platz
- Marina Anissina/Gwendal Peizerat
Eistanz: Bronzemedaille
- Surya Bonaly
Einzel, Damen: 10. Platz
- Philippe Candeloro
Einzel, Herren: Bronzemedaille
- Dominique Deniaud/Martial Jaffredo
Eistanz: 20. Platz
- Vanessa Gusmeroli
Einzel, Damen: 6. Platz
- Laetitia Hubert
Einzel, Damen: 20. Platz
- Pascal Lavanchy/Sophie Moniotte
Eistanz: 11. Platz
- Sabrina Lefrançois/Nicolas Osseland
Paartanz: 17. Platz

### Eisschnelllauf
- Cédric Kuentz
Herren, 1500 Meter: 37. Platz
Herren, 5000 Meter: 19. Platz

### Freestyle

#### Buckelpiste
- Olivier Cotte
Herren: 20. Platz
- Candice Gilg
Damen: DNF
- Thony Hemery
Herren: 16. Platz
- Fabrice Ougier
Herren: 12. Platz
- Julien Regnier-Lafforgue
Herren: 11. Platz

#### Springen
- Jean-Damien Climonet
Herren: 16. Platz
- Sébastien Foucras
Herren: Silbermedaille

### Shorttrack
Herren:
- Bruno Loscos
500 m: 18. Platz
1000 m: 17. Platz
- Ludovic Mathieu
500 m: 25. Platz
1000 m: 28. Platz

### Ski alpin
- Sébastien Amiez
Herren, Slalom: 14. Platz
- Pierrick Bourgeat
Slalom, Herren: 10. Platz
- Nicolas Burtin
Abfahrt, Herren: DNF
Super-G, Herren: disqualifiziert
- Régine Cavagnoud
Abfahrt, Damen: 7. Platz
Super-G, Damen: 16. Platz
- Patricia Chauvet-Blanc
Slalom, Damen: DNF
- Joël Chenal
Slalom, Herren: 8. Platz
Riesenslalom, Herren: disqualifiziert
- Jean-Luc Crétier
Abfahrt, Herren: Goldmedaille
Super-G, Herren: 25. Platz
- Adrien Duvillard
Abfahrt, Herren: DNF
- Sophie Lefranc-Duvillard
Riesenslalom, Damen: 5. Platz
- Frédéric Marin-Cudraz
Super-G, Herren: DNF
- Florence Masnada
Abfahrt, Damen: Bronzemedaille
Super-G, Damen: 18. Platz
Alpine Kombination, Damen: 6. Platz
- Carole Montillet-Carles
Abfahrt, Damen: Goldmedaille – 1:39,56 min
Super-G, Damen: 7. Platz – 1:14,28 min
- Laure Pequegnot
Slalom, Damen: DNF
- Ian Piccard
Riesenslalom, Herren: 11. Platz
- Leila Piccard
Slalom, Damen: DNF
Riesenslalom, Damen: DNF
- Christophe Saioni
Super-G, Herren: 13. Platz
- François Simond
Slalom, Herren: DNF
- Mélanie Suchet
Abfahrt, Damen: 14. Platz
Super-G, Damen: 14. Platz

### Ski nordisch

#### Langlauf
- Hervé Balland
50 km klassisch: 14. Platz
4 × 10 km Staffel: 13. Platz
- Anne-Laure Condevaux
5 km klassisch: 17. Platz – 30:00,22 min
4 × 5 km Staffel: 11. Platz
- Karine Philippot
5 km klassisch: 52. Platz
15 km Verfolgung: 22. Platz
30 km klassisch: 33. Platz
4 × 5 km Staffel: 11. Platz
- Patrick Rémy
5 km klassisch: 20. Platz
15 km Verfolgung: 30. Platz
30 km klassisch: DNF
4 × 10 km Staffel: 13. Platz
- Philippe Sanchez
10 km klassisch: 59. Platz
4 × 10 km Staffel: 13. Platz
- Annick Vaxelaire-Pierrel
5 km klassisch: 49. Platz
15 km klassisch: 45. Platz
15 km Verfolgung: 37. Platz
4 × 5 km Staffel: 11. Platz
- Sophie Villeneuve
5 km klassisch: 32. Platz
15 km Verfolgung: 27. Platz
30 km klassisch: 17. Platz
4 × 5 km Staffel: 11. Platz
- Vincent Vittoz
10 km klassisch: 24. Platz
25 km Verfolgung: 21. Platz
50 km klassisch: 19. Platz
4 × 10 km Staffel: 13. Platz

#### Nordische Kombination
- Nicolas Bal
Einzel: 7. Platz
Mannschaft: Bronzemedaille
- Sylvain Guillaume
Einzel: 9. Platz
Mannschaft: Bronzemedaille
- Fabrice Guy
Einzel: 29. Platz
Mannschaft: Bronzemedaille
- Ludovic Roux
Einzel: 31. Platz
Mannschaft: Bronzemedaille

#### Skispringen
- Nicolas Dessum
Herren, Normalschanze, Einzel: 16. Platz
Herren, Großschanze, Einzel: 16. Platz
- Jérôme Gay
Herren, Normalschanze, Einzel: 37. Platz
Herren, Großschanze, Einzel: 21. Platz

### Snowboard

#### Halfpipe
- Jean Baptiste Charlet
Herren: 12. Platz
- Guillaume Chastagnol
Herren: 5. Platz
- Jonathan Collomb-Patton
Herren: 10. Platz
- Tony Vannucci Roos
Herren: 25. Platz
- Doriane Vidal
Damen: 12. Platz

#### Riesenslalom
- Charlotte Bernard
Damen: 16. Platz
- Isabelle Blanc
Damen: DNF
- Mathieu Bozzetto
Herren: 5. Platz
- Nicolas Conte
Herren: DNF
- Nathalie Desmares
Damen: 17. Platz
- Maxence Idesheim
Herren: 8. Platz
- Karine Ruby
Damen: Goldmedaille
- Christophe Ségura
Herren: 12. Platz